# Bethesdaichthys kitchingi
Bethesdaichthys kitchingi è un pesce osseo estinto, appartenente agli attinotterigi. Visse nel Permiano superiore (circa 258 - 255 milioni di anni fa) e i suoi resti fossili sono stati ritrovati in Sudafrica.

## Descrizione
Questo pesce era di dimensioni medie, e poteva raggiungere i 30 centimetri di lunghezza. Era caratterizzato da un corpo fusiforme e da un cranio piuttosto largo. Il cranio possedeva un suspensorium moderatamente obliquo e una mascella dal ramo postorbitale quasi rettangolare. Erano inoltre presenti quattro ossa suborbitali adiacenti all'orbita; le pinne pettorali erano grandi in relazione alla taglia del corpo, e la coda era profondamente biforcuta, con un lobo dorsale appuntito e allungato. Le scaglie anteriori sui fianchi erano dotate di un'ornamentazione particolare, costituita da numerose creste di ganoina. 

## Classificazione
Bethesdaichthys kitchingi venne descritto per la prima volta nel 2001, sulla base di resti fossili ritrovati nei distretti di New Bethesda e di Victoria West, in Sudafrica. I fossili mostrano alcune somiglianze con Australichthys e Kompasia, altri due generi sudafricani. Una forma forse affine era l'antico Willomorichthys, del Carbonifero inferiore sudafricano. In ogni caso, sembra che Bethesdaichthys fosse più derivato rispetto agli attinotterigi basali del Devoniano come Mimipiscis e Howqualepis, e anche rispetto ad altri attinotterigi del Paleozoico africano come Mentzichthys e Namaichthys; era tuttavia più basale rispetto ai neotterigi arcaici come Perleidus, Australosomus e Saurichthys.